# Холод
Хо́лод, діал. зи́мно — низька температура навколишнього середовища (повітря, води тощо). Поняттям «холод» описують температуру, яку вважають низькою для певного об'єкту чи середовища.